# مارمولک بی گوش اورناتا
مارمولک بی گوش اورناتا (نام علمی: Aphaniotis ornata) نام یک گونه از تیره مارمولک‌های اژدها است.این گونه بوم زاد بورنئو می باشد. از این گونه اطلاعات زیادی در دسترس نیست.